# Adel Bencherif
Adel Bencherif (Saint-Maurice, 30 maggio 1975) è un attore francese di origine tunisina.

## Biografia
Adel Bencherif è un attore francese di origini tunisine, nato il 30 maggio 1975 a Saint-Maurice, nella Valle della Marna. Ventenne parte per Parigi, dove frequenta la scuola di recitazione di Damien Acoca. Debutta con il cortometraggio Tarubi, l'Arabe Strait del collettivo Kourtrajmé. Prosegue con piccoli ruoli in televisione e al cinema finché conosce il regista Jacques Audiard che lo ingaggia nel film Il profeta per impersonare il personaggio di Ryad, un giovane carcerato malato di tumore che stringe amicizia con Malik, l'eroe del film interpretato da Tahar Rahim. L'interpretazione gli vale una nomination al premio César per la migliore interpretazione maschile.
La sua carriera decolla sul grande schermo con titoli come Uomini di Dio di Xavier Beauvois, Point Blank di Fred Cavayé, Rock the Casbah di Laïla Marrakchi, Bodybuilder di Roschdy Zem e Les Gorilles di Tristan Aurouet. Nel 2013 ha il ruolo principale nel cortometraggio La fugue di Jean-Bernard Marlin, dove impersona un educatore autoritario e benpensante. Grazie a questa interpretazione viene premiato con il prestigioso Orso d'oro alla Berlinale 2013 e ha una nomination alla 39ª edizione del César. Nel 2015 appare nel film Spectre di Sam Mendes e in Attacco al potere 2 di Babak Najafi.

## Filmografia

### Cinema
- Grande École, regia di Robert Salis (2004)
- Ze film, regia di Guy Jacques (2005)
- Paris, je t'aime, segmento Place des Fêtes, regia di Oliver Schmitz (2006)
- Cages, regia di Olivier Masset-Depasse (2006)
- Frontière(s), regia di Xavier Gens (2007)
- Andalusia, regia di Alain Gomis (2007)
- Go Fast, regia di Olivier Van Hoofstadt (2008)
- Il profeta (Un prophète), regia di Jacques Audiard (2009)
- Uomini di Dio, regia di Xavier Beauvois (2010)
- Point Blank, regia di Fred Cavayé (2010)
- Notte bianca (Nuit blanche), regia di Frédéric Jardin (2011)
- Les Petits Princes, regia di Vianney Lebasque (2013)
- Rock the Casbah, regia di Laïla Marrakchi (2013)
- Bodybuilder, regia di Roschdy Zem (2014)
- La Rançon de la gloire, regia di Xavier Beauvois (2014)
- Samba, regia di Éric Toledano e Olivier Nakache (2014)
- 419, regia di Eric Bartonio (2014)
- Les Gorilles,  regia di Tristan Aurouet (2015)
- Spectre, regia di Sam Mendes (2015)
- Attacco al potere 2 (London Has Fallen) di Babak Najafi (2016)
- Fratelli nemici - Close Enemies (Frères ennemis), regia di David Oelhoffen (2018)

#### Cortometraggi
- Tarubi, l'Arabe Strait 2 del collettivo Kourtrajmé (2001)
- Safia et Sarah, regia di Caroline Fourest (2004)
- Passage à vide, regia di Myriam Donasis (2008)
- La fugue, regia di Jean-Bernard Marlin (2013)
- Les limites,  regia di Laura Presgurvic (2013)
- L’homme de ma vie, regia di Mélanie Delloye (2013)
- La nuit est faite pour dormir, regia di Adrien Costello (2014)
- Je vous salue, regia di Sarah Valente (2016)

### Televisione
- La Crim' – serie TV, episodio 10x03 (2004)
- C com-ç@ – serie TV, 2 episodi (2005)
- Nuit noire 17 octobre 1961, regia di Alain Tasma – film TV (2005)
- Djihad!, regia di Félix Olivier – film TV (2006)
- Les Liens du sang, regia di Régis Musset – film TV (2007)
- Enquêtes réservées – serie TV, episodio 1x06 (2009)
- À la maison pour Noël, regia di Christian Merret-Palmair – film TV (2011)
- Anna e Yusef, regia di Cinzia TH Torrini – film TV (2015)
- Ad Vitam – serie TV, 6 episodi (2018)
- War of the Worlds – serie TV, 10 episodi (2019-2021)

## Riconoscimenti
- 2010 – Premio César
  - Candidatura al Premio César per la migliore promessa maschile per Un prophète
- 2013 – Festival Jean Carmet de Moulins
  - Prix du Jury Jeune espoir per La Fugue
- 2013 – Festival international du court-métrage de Bruxelles
  - Prix d'interprétation masculine per La Fugue
- 2014 – Festival international du court métrage de Clermont-Ferrand
  - Prix ADAMI du meilleur acteur per La Fugue